# Jerikói lonc
A jerikói lonc (Lonicera caprifolium) a mácsonyavirágúak (Dipsacales) rendjébe, ezen belül a loncfélék (Caprifoliaceae) családjába tartozó faj. Egy időben jerikói rózsának is nevezték.

## Előfordulása
A jerikói lonc elterjedési területe Kelet- és Közép-Európa délibb részei, nyugatra Olaszországig és Spanyolországig. Skandináviában is vannak állományai.

## Megjelenése
A jerikói lonc jobbra csavarodó ágakkal 5-10 méter magasra felkapaszkodó kúszócserje. Világosbarna kérge hosszú csíkokban leválik. A fiatal hajtások gyengén szőrösek. A levelek átellenesen állnak, ülők vagy rövid nyelűek, 6-10 centiméter hosszúak, 5 centiméter szélesek, felül sötétzöldek, alul kékesszürkék, kopaszak. A virágzó hajtás felső páros levelei vállukon egymással összenőttek. A nagy, 5 pártacimpájú virágok sárgásfehérek, gyakran rózsaszínnel futtatottak, nagy csomókban nyílnak a hajtásvégeken. A bogyók narancs- vagy sötétvörösek.

## Életmódja
A jerikói lonc élőhelye a sövények, cserjések és erdőszélek.
Május-június között virágzik.

## Képek

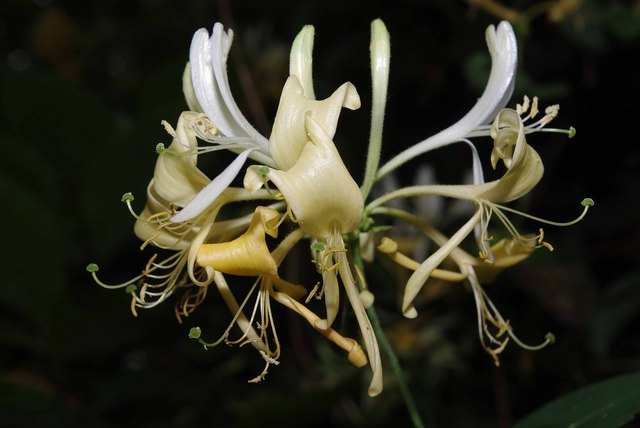
virágai
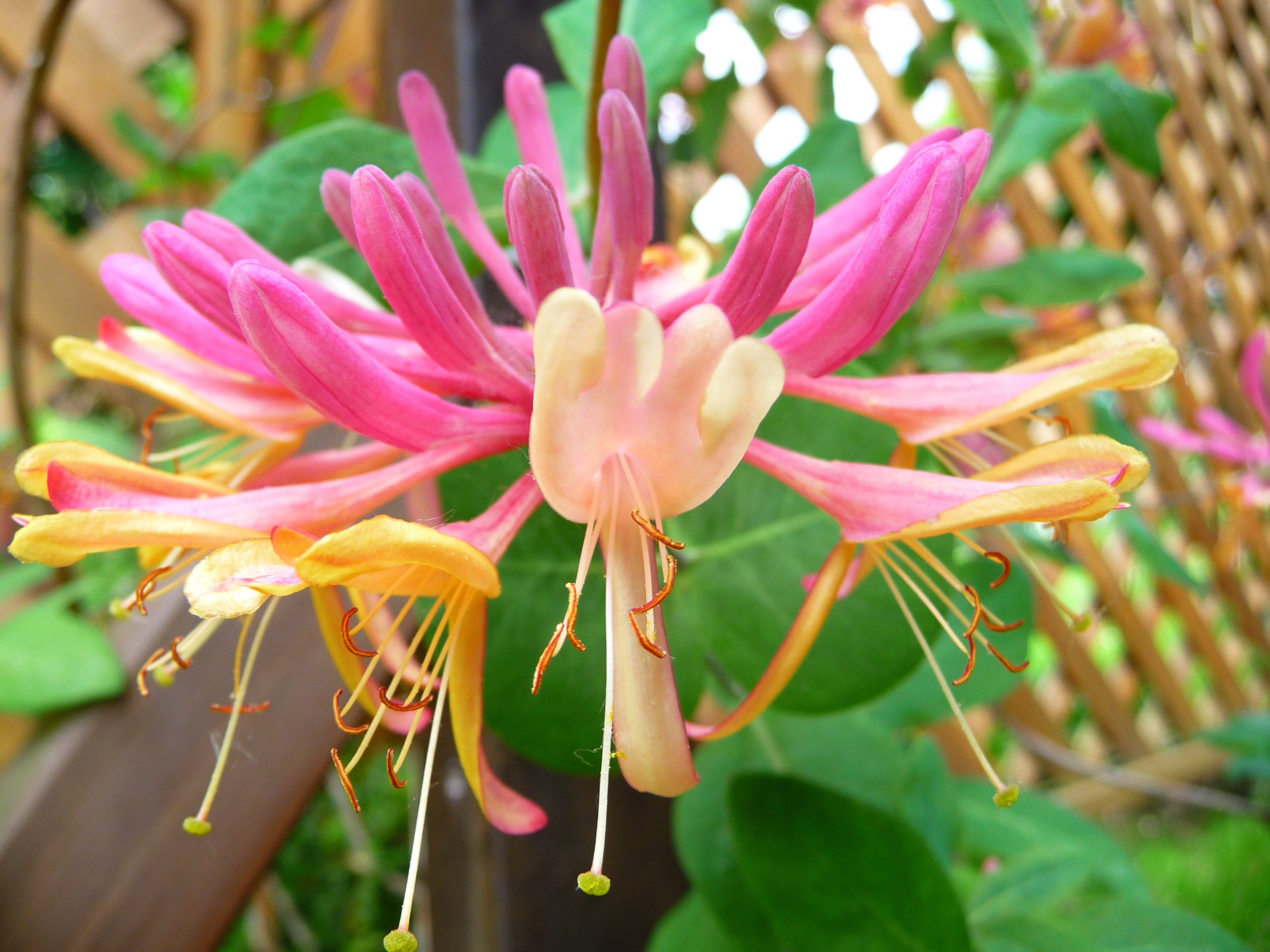
különböző
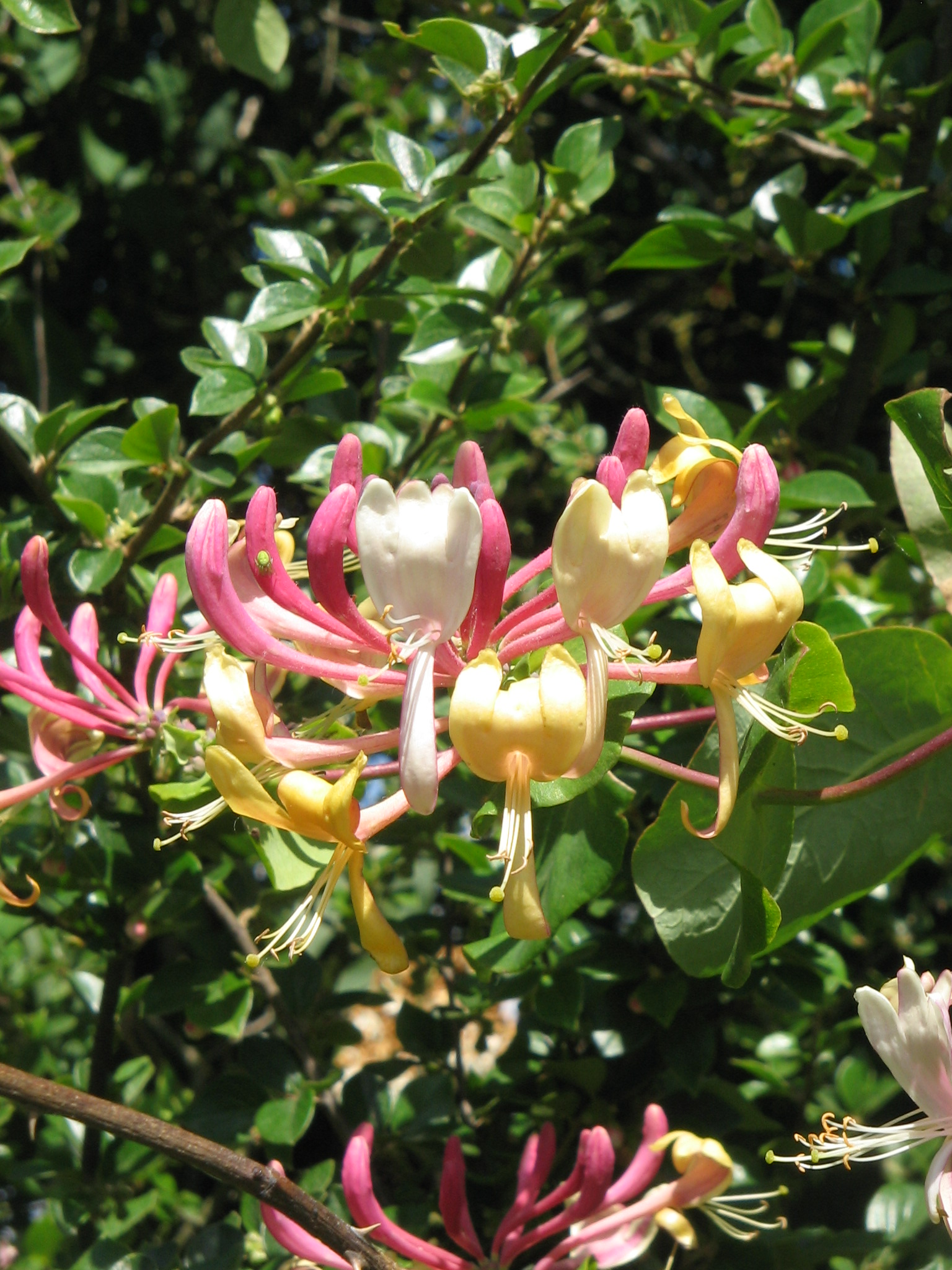
színekben
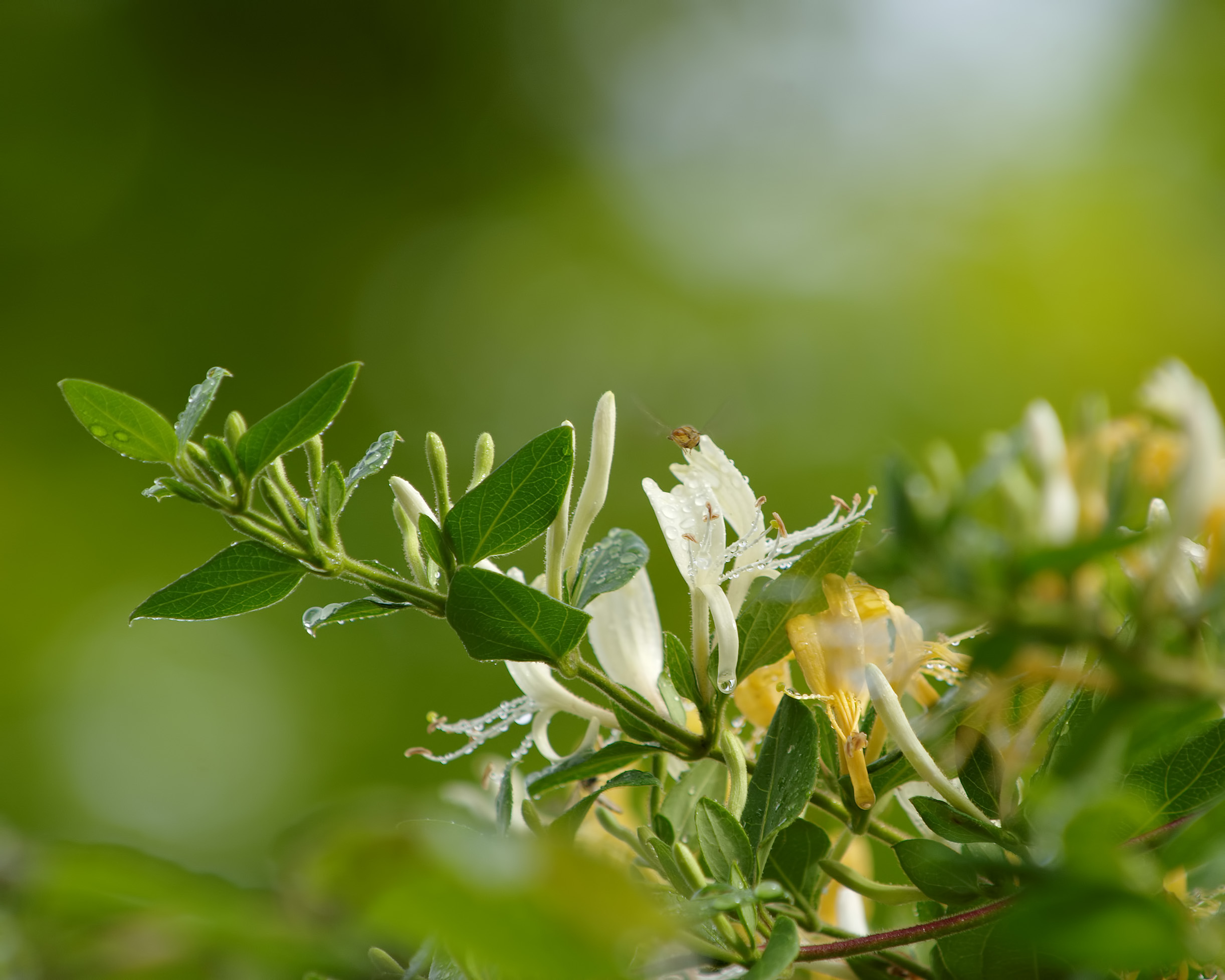
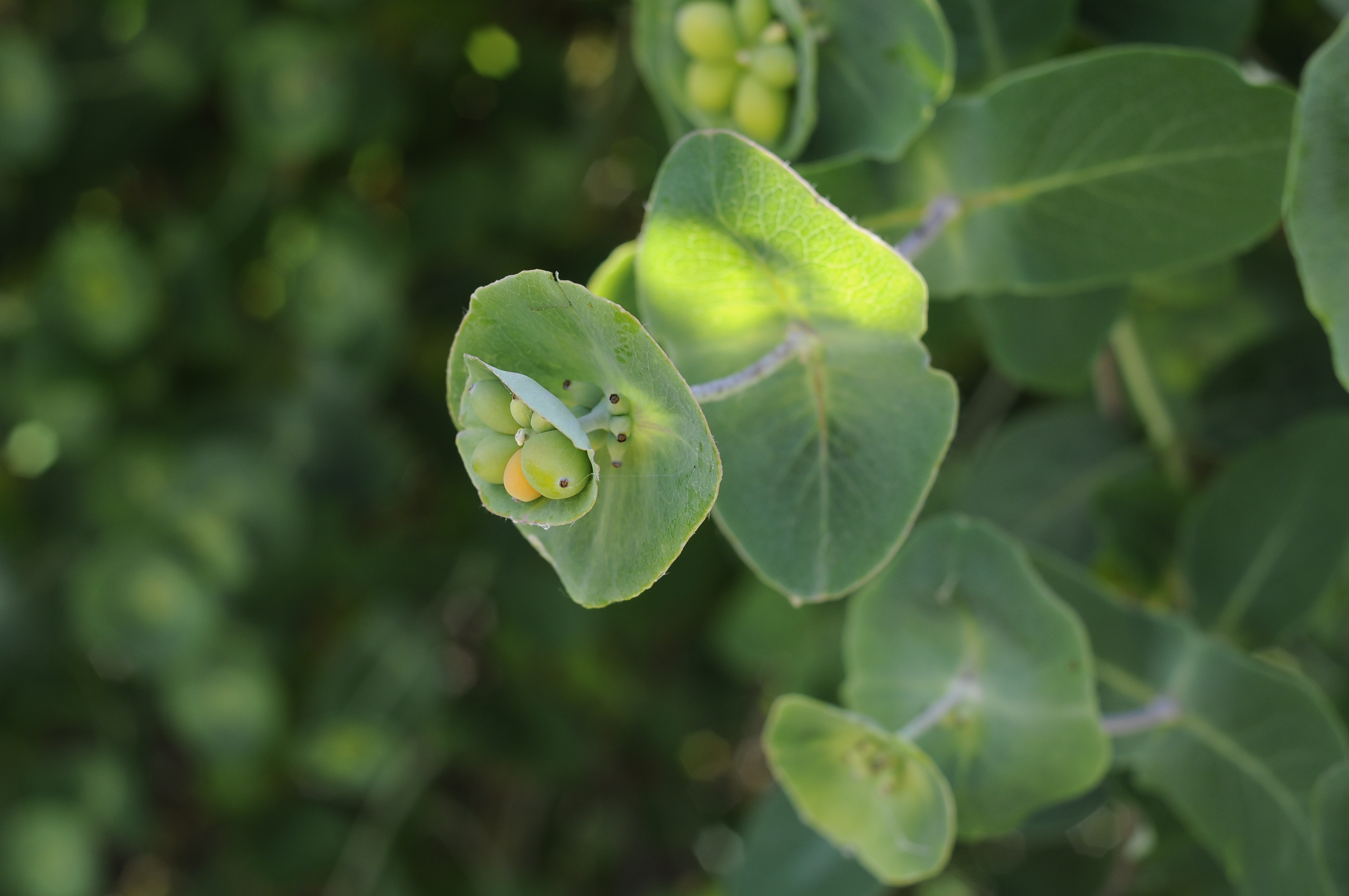
éretlen termései
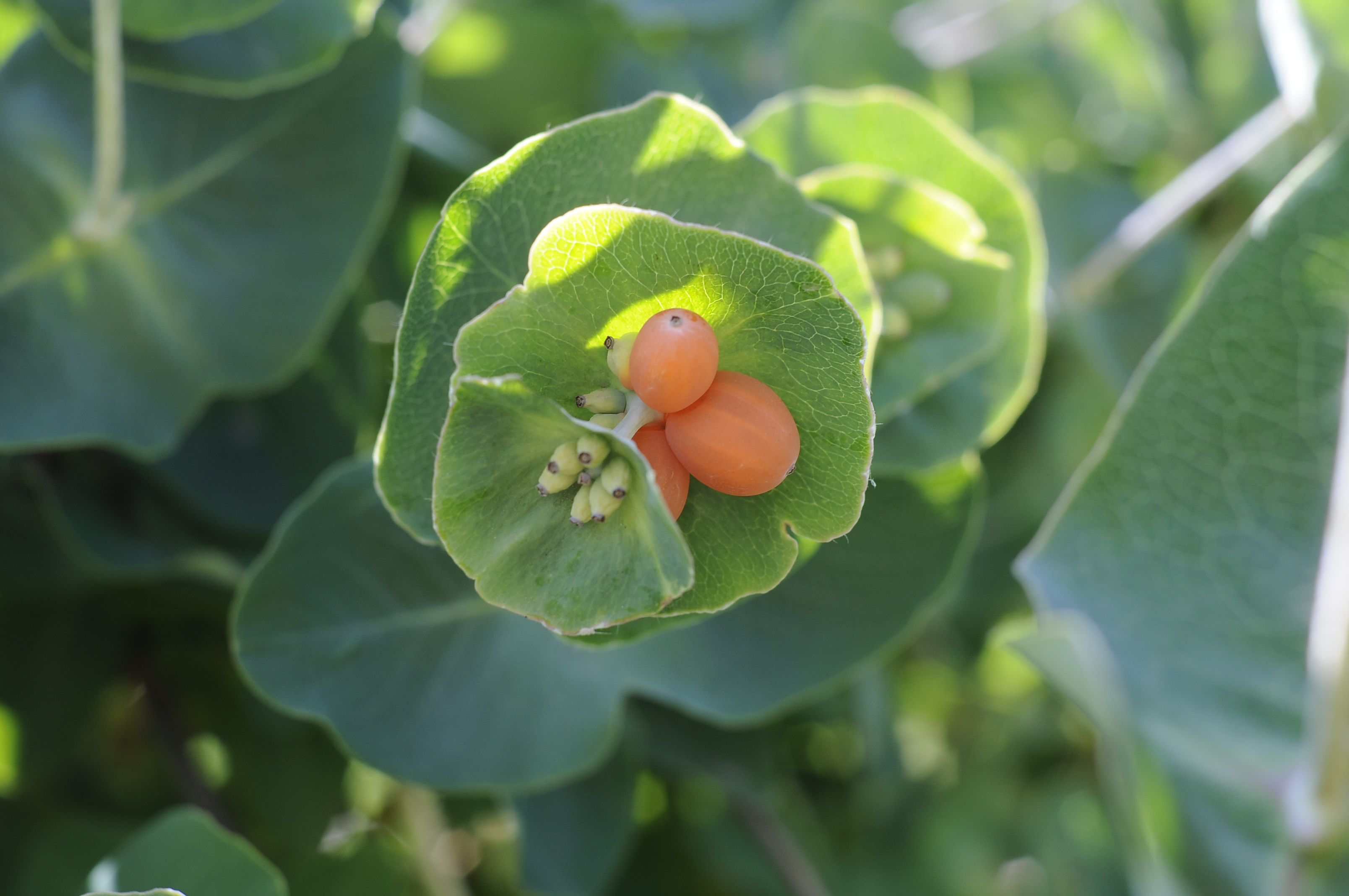
érett termései
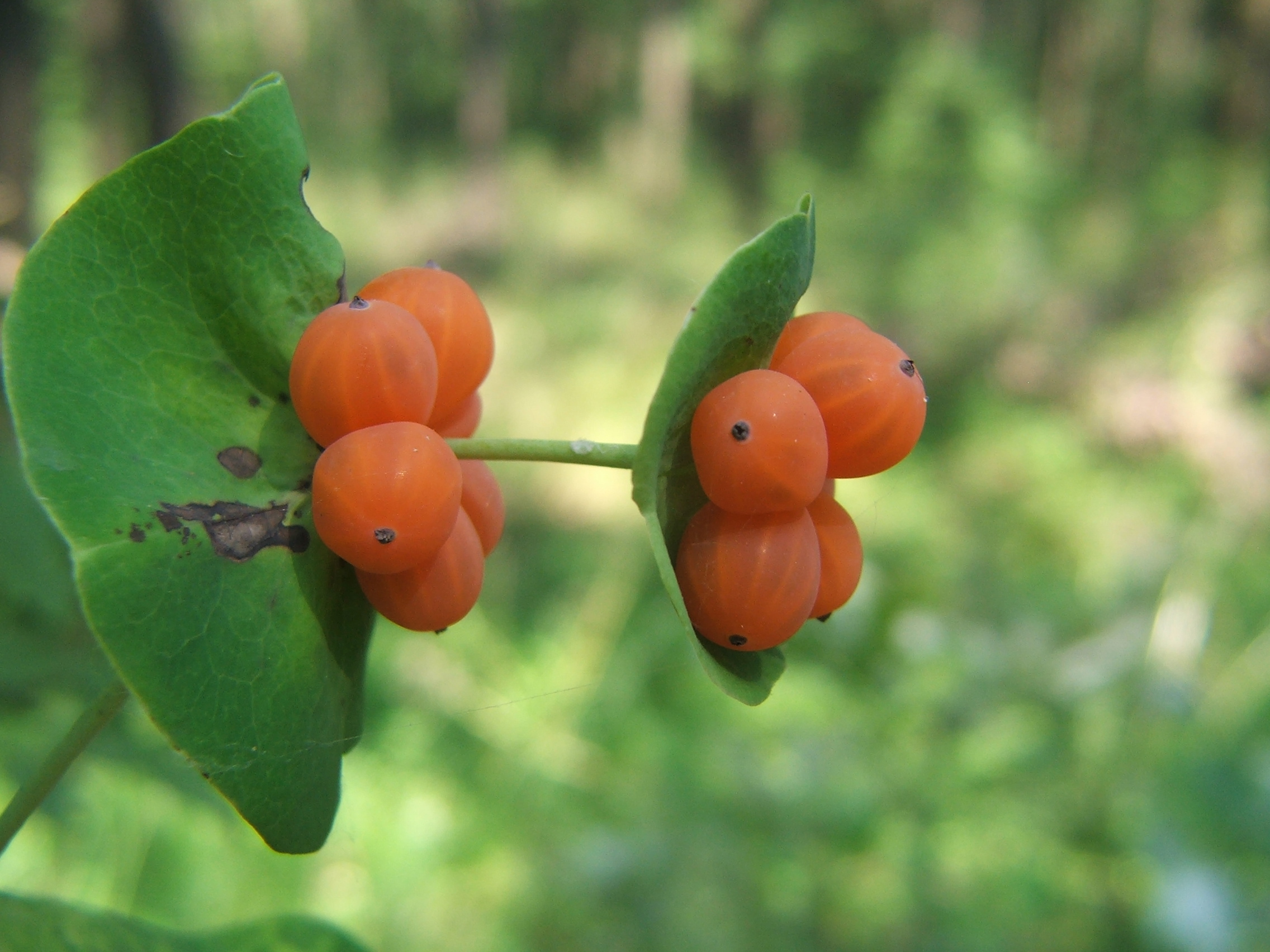
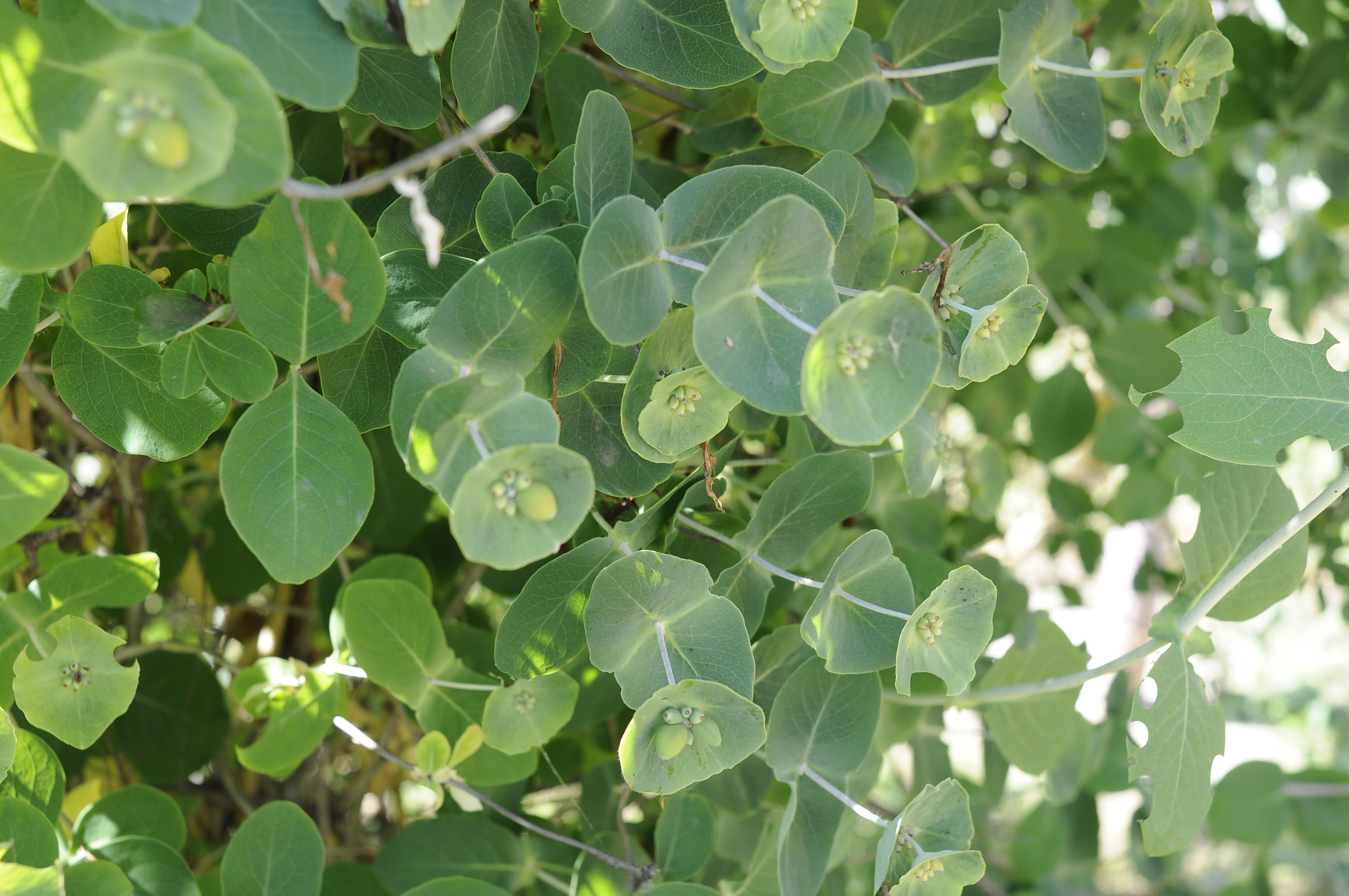
levelei
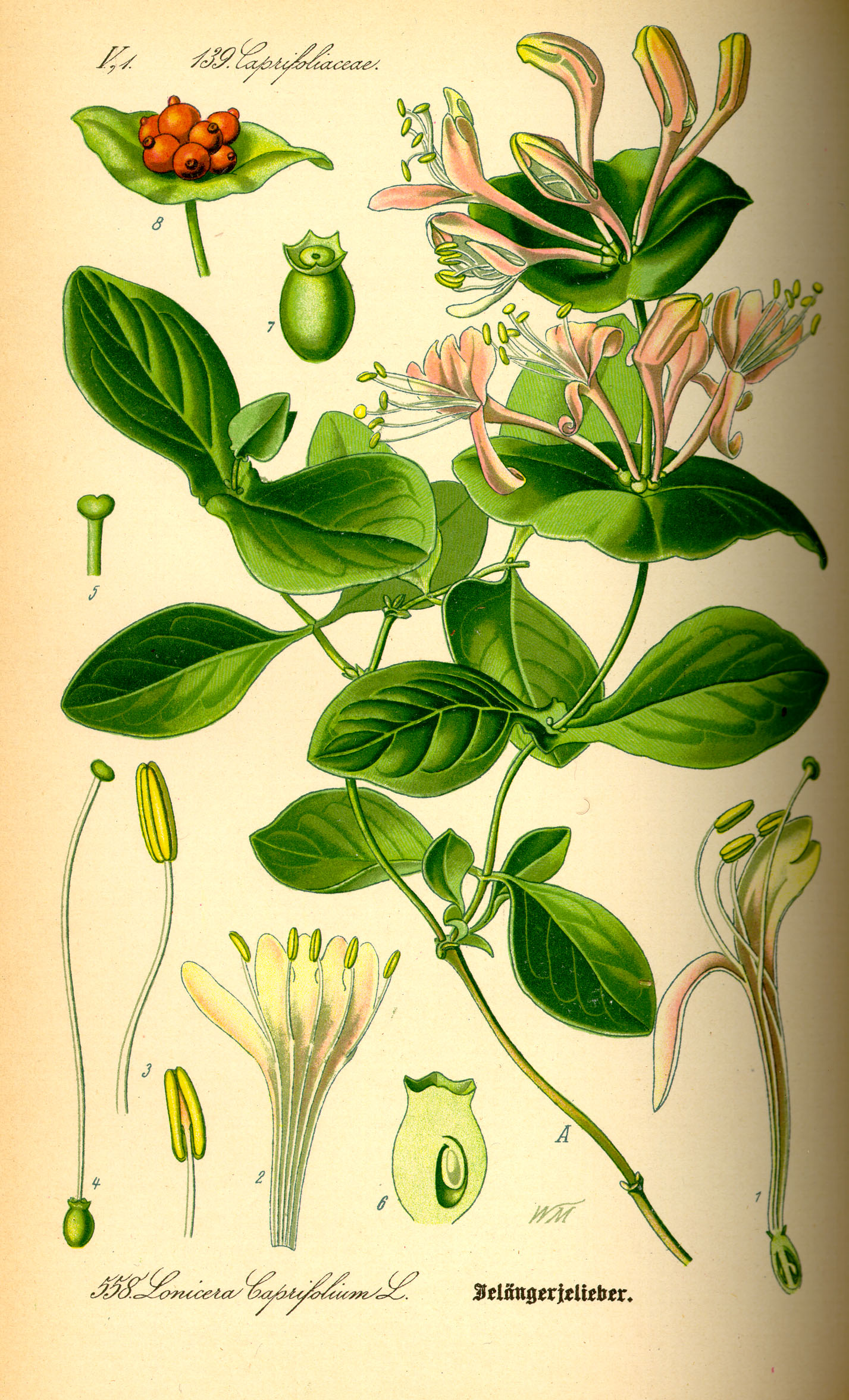
rajzok a növényről
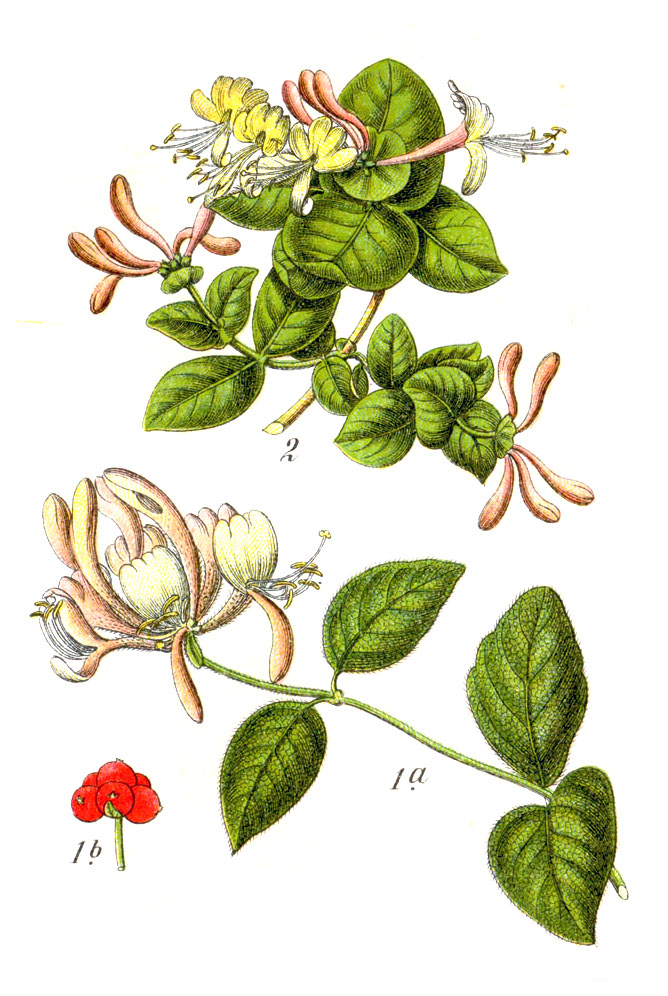